# Източна сиалия
Сиалия (Sialia sialis) е вид птица от семейство Turdidae. Видът е незастрашен от изчезване.

## Разпространение
Разпространен е в Белиз, Бермудски острови, Канада, Салвадор, Гватемала, Хондурас, Мексико, Никарагуа и САЩ.